# Rolande Ségur
Rolande Ségur, née Rolande Cahen le 14 juillet 1932 à Paris, aussi connue sous le nom de scène de Rolande Kalis, est une actrice française.

## Biographie

### Vie privée
Rolande Ségur a été l'épouse du comédien Paul Guers, dont elle a eu une fille, la comédienne Olivia Dutron.
En 1960, elle rencontre Darry Cowl sur le tournage du film Les Pique-assiette ; elle devient sa seconde épouse en 1966.
Elle préside l'association « Vive Darry » qui décerne chaque année le prix Darry-Cowl à un talent pluridisciplinaire reflétant l'esprit du comédien.

## Théâtre
- 1958 : Rididine d'Alexandre Breffort, mise en scène Maurice Vaneau, théâtre Fontaine
- 1962 : Blaise de Claude Magnier, théâtre de la Porte-Saint-Martin
- 1969 : Cash-Cash de Albert Husson, théâtre Fontaine
- 1992 : Ne coupez pas mes arbres de William Douglas Home, théâtre des Célestins
- 1999 : La Surprise de Pierre Sauvil, théâtre Saint-Georges

## Filmographie

### Cinéma
- 1956 : Paris, Palace Hôtel d'Henri Verneuil
- 1956 : Ce soir les jupons volent de Dimitri Kirsanoff
- 1958 : Mimi Pinson de Robert Darène
- 1960 : Les Pique-assiette de Jean Girault
- 1961 : Un Martien à Paris de Jean-Daniel Daninos
- 1963 : Les Bricoleurs de Jean Girault
- 1964 : Jaloux comme un tigre de Darry Cowl
- 1967 : Ces messieurs de la famille de Raoul André
- 2005 : La Vie privée de Zina Modiano
- 2006 : L'Homme qui rêvait d'un enfant de Delphine Gleize

### Télévision
- 2012 : Le Jour où tout a basculé, épisode Mon médecin a abusé de ma confiance : Yvonne

## Publication
- Rolande Darricau-Kalis, Darry Cowl par ceux qui l'ont aimé, Paris, Riveneuve, 2021, 208 p. (ISBN 978-2-36013-627-8, présentation en ligne).